# Jackson Irvine
Jackson Alexander Irvine, född 7 mars 1993 i Melbourne, är en australisk fotbollsspelare som spelar för tyska St. Pauli och Australiens landslag.

## Klubbkarriär
Den 5 juli 2021 värvades Irvine av tyska St. Pauli.

## Landslagskarriär
Irvine debuterade för Australiens landslag den 15 oktober 2013 i en 3–0-vinst över Kanada, där han blev inbytt i den 84:e minuten mot Mile Jedinak. Irvine har varit en del av Australiens trupp vid Confederations Cup 2017, VM 2018, Asiatiska mästerskapet 2019 och VM 2022 i Qatar.